# AFC Cup 2009
De AFC Cup 2009was de zesde editie van de AFC Cup en wordt gespeeld tussen clubs van landen die zijn aangesloten bij de Asian Football Confederation.

## Deelname
Aan de groepsfase namen 32 clubs deel. De oorspronkelijke indeling zag er als volgt uit:
2 clubs uit:  Bahrein,  Maleisië ,  Hongkong ,  Irak,  Jordanië,  Koeweit,  Libanon,  Malediven,  Oman,  Syrië,  Jemen
1 club uit:  India,  Singapore,  Thailand,  Vietnam
en de 6 verliezers van de AFC Champions League 2009 play-offs.
De voor de play-offs van de AFC Champions League 2009 gekwalificeerde clubs Binh Duong FC, Muharraq Club (als winnaar AFC Cup 2008) en Safa SC Beiroet (als finalist van de AFC Cup 2008) mochten niet aan de kwalificatie deelnemen omdat hun land niet aan de gestelde eisen voor deelname voldeden en werden direct naar de AFC Cup 2009 verwezen. Dit heeft als gevolg dat uiteindelijk drie clubs na de kwalificatiewedstrijden voor de AFC Champions League in de AFC Cup zullen deelnemen.
| Oost-Azië | Oost-Azië                        | Oost-Azië                                              |
| Land      | Team                             | Kwalificatie methode                                   |
| --------- | -------------------------------- | ------------------------------------------------------ |
| Hongkong  | South China AA                   | Winnaar van de Hong Kong First Division League 2007-08 |
| Hongkong  | Citizen AA                       | Winnaar van de Hong Kong Senior Shield 2007-08         |
|           |                                  |                                                        |
| Malediven | Club Valencia Malé               | Winnaar van de Dhivehi League 2008                     |
| Malediven | VB Sports Club Malé              | Winnaar van de Maldives FA Cup 2008                    |
|           |                                  |                                                        |
| Maleisië  | Kedah FA                         | Winnaar van de Malaysia Super League 2007-08           |
| Maleisië  | Negeri Sembilan FA               | Nummer 2 van de Malaysia Super League 2007-08          |
|           |                                  |                                                        |
| Singapore | Home United FC                   | Nummer 3 van de S.League 2008                          |
|           |                                  |                                                        |
| Vietnam   | Hanoi ACB                        | Winnaar van de Vietnamese Cup 2008                     |
| Vietnam   | Binh Duong FC                    | Nummer 1 van de Vietnamese competitie                  |
|           |                                  |                                                        |
| Thailand  | Chonburi FC                      | Nummer 2 van de Thailand Premier League 2008           |
|           |                                  |                                                        |
| Thailand  | Provincial Electricity Authority | Verliezer van de Kwalificatie play-off Oost-Azië       |
| Indonesië | PSMS Medan                       | Verliezer van de Kwalificatie play-off Oost-Azië       |

| West-Azië | West-Azië            | West-Azië                                        |
| Land      | Team                 | Kwalificatie methode                             |
| --------- | -------------------- | ------------------------------------------------ |
| Bahrein   | Busaiteen Club       | Nummer 2 van de Bahraini Premier League 2007-08  |
| Bahrein   | Al-Najma Manana      | Finalist van de Bahraini King's Cup              |
| Bahrein   | Muharraq Club        | Winnaar van de AFC Cup 2008                      |
|           |                      |                                                  |
| India     | Mohun Bagan AC       | Winnaar van de Federation Cup (India)            |
|           |                      |                                                  |
| Irak      | Arbil FC             | Winnaar van de Iraq Super League 2007–08         |
| Irak      | Al-Zawra Bagdad      | Nummer 2 van de Iraq Super League 2007–08        |
|           |                      |                                                  |
| Jordanië  | Al-Wihdat Amman      | Winnaar van de Jordan League 2008                |
| Jordanië  | Al-Faisaly Amman     | Winnaar van de Jordan FA Cup 2008                |
|           |                      |                                                  |
| Koeweit   | Al-Kuwait Kaifan     | Winnaar van de Kuwaiti Premier League 2007-08    |
| Koeweit   | Al Arabi Koeweit     | Winnaar van de Kuwait Emir Cup 2008              |
|           |                      |                                                  |
| Libanon   | Al-Ahed Beiroet      | Winnaar van de Lebanese Premier League 2007-08   |
| Libanon   | Al-Ansar Beiroet     | Nummer 2 van de Lebanese Premier League 2007-08  |
| Libanon   | Safa SC Beiroet      | finalist van de AFC Cup 2008                     |
|           |                      |                                                  |
| Oman      | Al Oruba Sur         | Winnaar van de Omani League 2007-08              |
| Oman      | Sur Club             | Winnaar van de Sultan Qaboos Cup 2007-08         |
|           |                      |                                                  |
| Syrië     | Al-Karamah Homs      | Winnaar van de Syrian Premier League 2007-08     |
| Syrië     | Al-Majd Damascus     | Nummer 2 van de Syrian Premier League 2007-08    |
|           |                      |                                                  |
| Jemen     | Al-Hilal Al Hudaydah | Winnaar van de Yemeni League 2008                |
| Jemen     | Al-Shabab Hadramaut  | Nummer 2 van de Yemeni President Cup 2008        |
| India     | Dempo Sports Club    | Verliezer van de Kwalificatie play-off West-Azië |

## Groepsfase

### Groep A
| Team             | Pld | W | D | L | GF | GA | GD  | Pts |
| ---------------- | --- | - | - | - | -- | -- | --- | --- |
| Busaiteen        | 6   | 3 | 3 | 0 | 14 | 7  | +7  | 12  |
| Neftchi Farg'ona | 6   | 3 | 2 | 1 | 12 | 9  | +3  | 11  |
| Al-Ahed          | 6   | 2 | 1 | 3 | 13 | 10 | +3  | 7   |
| Al-Tilal         | 6   | 1 | 0 | 5 | 3  | 16 | −13 | 3   |

### Groep B
| Team               | Pld | W | D | L | GF | GA | GD | Pts |
| ------------------ | --- | - | - | - | -- | -- | -- | --- |
| Al-Zawraa          | 6   | 4 | 1 | 1 | 8  | 3  | +5 | 13  |
| Safa               | 6   | 4 | 0 | 2 | 5  | 3  | +2 | 12  |
| Al-Hilal Al-Sahili | 6   | 2 | 1 | 3 | 5  | 7  | −2 | 7   |
| Al-Suwaiq          | 6   | 1 | 0 | 5 | 3  | 8  | −5 | 3   |

### Groep C
| Team        | Pld | W | D | L | GF | GA | GD | Pts |
| ----------- | --- | - | - | - | -- | -- | -- | --- |
| Al-Arabi    | 6   | 3 | 2 | 1 | 11 | 6  | +5 | 11  |
| Arbil       | 6   | 2 | 2 | 2 | 8  | 7  | +1 | 8   |
| Al-Oruba    | 6   | 2 | 2 | 2 | 6  | 7  | −1 | 8   |
| Al-Mabarrah | 6   | 2 | 0 | 4 | 7  | 12 | −5 | 6   |

### Groep D
| Team        | Pld | W | D | L | GF | GA | GD  | Pts |
| ----------- | --- | - | - | - | -- | -- | --- | --- |
| Al-Kuwait   | 6   | 4 | 1 | 1 | 12 | 4  | +8  | 13  |
| Al-Karamah  | 6   | 4 | 0 | 2 | 12 | 7  | +5  | 12  |
| Al-Wahdat   | 6   | 3 | 1 | 2 | 12 | 7  | +5  | 10  |
| Mohun Bagan | 6   | 0 | 0 | 6 | 1  | 19 | −18 | 0   |

### Groep E
| Team              | Pld | W | D | L | GF | GA | GD | Pts |
| ----------------- | --- | - | - | - | -- | -- | -- | --- |
| Al-Majd           | 6   | 4 | 1 | 1 | 12 | 9  | +3 | 13  |
| Dempo Sports Club | 6   | 3 | 1 | 2 | 10 | 8  | +2 | 10  |
| Al-Muharraq       | 6   | 1 | 3 | 2 | 7  | 8  | −1 | 6   |
| Al-Faisaly        | 6   | 1 | 1 | 4 | 11 | 15 | −4 | 4   |

### Groep F
| Team        | Pld | W | D | L | GF | GA | GD  | Pts |
| ----------- | --- | - | - | - | -- | -- | --- | --- |
| South China | 6   | 5 | 1 | 0 | 15 | 5  | +10 | 16  |
| PSMS Medan  | 6   | 4 | 1 | 1 | 9  | 7  | +2  | 13  |
| VB          | 6   | 1 | 1 | 4 | 5  | 7  | −2  | 4   |
| Johor       | 6   | 0 | 1 | 5 | 2  | 12 | −10 | 1   |

### Groep G
| Team      | Pld | W | D | L | GF | GA | GD  | Pts |
| --------- | --- | - | - | - | -- | -- | --- | --- |
| Chonburi  | 6   | 5 | 0 | 1 | 17 | 4  | +13 | 15  |
| Kedah     | 6   | 2 | 1 | 3 | 14 | 10 | +4  | 7   |
| Eastern   | 6   | 2 | 1 | 3 | 9  | 13 | −4  | 7   |
| Hanoi ACB | 6   | 2 | 0 | 4 | 6  | 19 | −13 | 6   |

### Groep H
| Team          | Pld | W | D | L | GF | GA | GD  | Pts |
| ------------- | --- | - | - | - | -- | -- | --- | --- |
| Binh Duong    | 6   | 4 | 1 | 1 | 15 | 4  | +11 | 13  |
| Home United   | 6   | 4 | 0 | 2 | 12 | 7  | +5  | 12  |
| PEA           | 6   | 3 | 1 | 2 | 12 | 10 | +2  | 10  |
| Club Valencia | 6   | 0 | 0 | 6 | 3  | 21 | −18 | 0   |

## Knock-outfase

### Laatste 16
| Team 1      | Res.        | Team 2           |
| West-Azië   | West-Azië   | West-Azië        |
| ----------- | ----------- | ---------------- |
| Busaiteen   | 1–2         | Al-Karamah       |
| Al-Zawraa   | 1–3         | Arbil            |
| Al-Arabi    | 2–1         | Safa             |
| Al-Kuwait   | 3–1         | Dempo            |
| Al-Majd     | 0–0 (1–3 p) | Neftchi Farg'ona |
| Oost-Azië   |             |                  |
| South China | 4–0         | Home United      |
| Chonburi    | 4–0         | PSMS Medan       |
| Binh Duong  | 8–2         | Kedah            |

### Kwartfinale
| Team 1           | Tot.        | Team 2      | 1e wedstr. | 2e wedstr. |
| ---------------- | ----------- | ----------- | ---------- | ---------- |
| Al-Karamah       | 0–0 (5–4 p) | Al-Arabi    | 0–0        | 0–0 (nv)   |
| Al-Kuwait        | 2–1         | Arbil       | 1–1        | 1–0        |
| Neftchi Farg'ona | 5–5 (u)     | South China | 5–4        | 0–1        |
| Chonburi         | 2–4         | Binh Duong  | 2–2        | 0–2        |

## Halve finale
| Team 1     | Tot. | Team 2      | 1e wedstr. | 2e wedstr. |
| ---------- | ---- | ----------- | ---------- | ---------- |
| Binh Duong | 2-4  | Al-Karamah  | 2-1        | 0-2        |
| Al-Kuwait  | 3-1  | South China | 2-0        | 0-1        |

### Finale
|                             |                          |        |              | |
| 3 november 2009 19:30 UTC+3 | Kuwait SC                | 2 – 1  | Al-Karamah   | Al Kuwait Sports Club Stadium, Kuwait City Toeschouwers: 17.400 Scheidsrechter: Masoud Moradi Hasanali (Iran) |
| 3 november 2009 19:30 UTC+3 | Hakem 16' Sulaiman 90+4' | Report | Al Shbli 82' | Al Kuwait Sports Club Stadium, Kuwait City Toeschouwers: 17.400 Scheidsrechter: Masoud Moradi Hasanali (Iran) |

2004 · 
2005 · 
2006 · 
2007 · 
2008 · 
2009 ·
2010 ·
2011 ·
2012 ·
2013 ·
2014 ·
2015 ·
2016 ·
2017 ·
2018 ·
2019 ·
2020 ·
2021 ·
2022
Clubcompetities: AFC Champions League Elite · AFC Champions League Two · AFC Challenge League

Landencompetities: Aziatisch kampioenschap mannen · Aziatisch kampioenschap vrouwen

Voormalige competities: AFC Challenge Cup · AFC President's Cup · Aziatische supercup · AFC/OFC Cup Challenge · Aziatische beker voor bekerwinnaars · AFC Cup